# Nomenclature des avions militaires britanniques de l'entre-deux-guerres à la guerre froide
Durant la Première Guerre mondiale (1914-1918) il n’existait aucune normalisation de la désignation des avions militaires fabriqués au Royaume-Uni. Certains recevaient un sigle :
- Bristol F.2,
- Royal Aircraft Factory S.E.5, etc.

D’autres recevaient un surnom :
- Sopwith Camel,
- Bristol Scout, etc.

Enfin certains ne recevaient même pas de vrai nom officiel :
- Short Bomber (bombardier Short)
- Sopwith Triplan.

## Avions respectant la règle, classés par constructeur
Les avions sont classés ci-dessous par constructeur, puis dans l’ordre alphabétique du surnom, et non dans l’ordre chronologique d’apparition.

### Avions Armstrong Whitworth
- Armstrong Whitworth Ara
- Armstrong Whitworth Armadillo
- Armstrong Whitworth Albemarle
- Armstrong Whitworth Atlas
- Armstrong Whitworth Argosy
- Armstrong Whitworth Awana
- Armstrong Whitworth Atalanta
- Armstrong Whitworth Apollo
- Armstrong Whitworth Whitley

### Avions Avro
- Avro Aldershot
- Avro Andover
- Avro Anson

### Avions Blackburn
- Blackburn Baffin
- Blackburn Beagle
- Blackburn Beverley C.1
- Blackburn Blackburd
- Blackburn Blackburn
- Blackburn Bluebird (en)
- Blackburn Botha
- Blackburn/Hawker Siddeley Buccaneer

### Avions Boulton Paul
- Boulton Paul Balliol T.2
- Boulton Paul Bittern (en)
- Boulton Paul Bodmin (en)
- Boulton Paul Bolton (en)
- Boulton Paul Bourges (en)
- Boulton Paul Bugle (en)
- Boulton Paul Partridge (en)
- Boulton Paul Phoenix (en)

### Avions Bristol
- Bristol 156 Beaufighter
- Bristol 152 Beaufort
- Bristol 161/162 Beaumont
- Bristol Blenheim
- Bristol Type 130 Bombay
- Bristol Brigand B.1
- Bristol Type 163 Buckingham
- Bristol Buckmaster
- Bristol Bulldog

### Avions De Havilland
- De Havilland DH.84 Dragon
- De Havilland DH.89 Dragon Rapide
- De Havilland Dominie
- De Havilland DH.103 Hornet F.3 (frelon)
- DH.92 Dolphin (en)
- DH.93 Don
- DH.104 Dove
- DH.114 Heron

### Avions Fairey
- Fairey Fawn
- Fairey Firefly (luciole)
- Fairey Flycatcher
- Fairey Fox
- Fairey Fulmar
- Fairey Fremantle (en)
- Fairey Fleetwing (en)
- Fairey Fantôme

### Avions Gloster
- Gloster Gamecock
- Gloster Gauntlet (gantelet)
- Gloster Gladiator (gladiateur)
- Gloster Grebe

### Avions Handley Page
- Handley Page HP.57/59 à 71 Halifax/Hamilton
- Handley Page HP.52/53 Hampden/Hereford
- Handley Page H.P.54 Harrow
- Handley Page Hastings
- Handley Page Heyford
- Handley Page Hinaidi
- Handley Page Hyderabad

### Avions Hawker
- Hawker Siddeley Harrier
- Hawker Hart
- Hawker Sea Hawk (faucon de mer)
- Hawker Hind (biche)
- Hawker Horsley
- Hawker Hunter (chasseur)
- Hawker Hurricane (cyclone)

### Avions Miles
- Miles M.25 Martinet
- Miles M.9 Master (maître)
- Miles M.38 Messenger (messager)
- Miles Monitor (en) (moniteur)

### Avions Parnall
- Parnall Plover
- Parnall Panther

### Avions Percival
- Percival Proctor
- Percival Prentice
- Percival Provost

### Avions Short Brothers
- Short Sandringham
- Short Seaford (en)
- Short Seamew
- Short Shetland
- Short Skyvan C.1
- Short Sperrin
- Short S.29 Stirling
- Short Sturgeon (esturgeon) (en)
- Short S.25 Sunderland
- Short N.1B Shirl
- Short Silver Streak (en)
- Short S.3 Springbok (en)
- Short S.4 Satellite (en)
- Short S.5 Singapore I
- Short S.14 Sarafand
- Short S.16 Scion/Scion II (en)
- Short L.17 Scylla
- Short S.45 Solent
- Short SA6 Sealand (en)
- Short SB.4 Sherpa (en)

### Avions Sopwith
- Sopwith 1½ Strutter
- Sopwith Snipe

### Avions Supermarine
- Supermarine Scimitar F.1 (cimeterre)
- Supermarine Sea Otter
- Supermarine Seafang F.31
- Supermarine Seafire
- Supermarine Spiteful
- Supermarine S. 300 à 348 Spitfire (cracheur de feu)
- Supermarine Stranraer
- Supermarine Swift F.R.5 (rapide)

### Avions Vickers
- Vickers Valentia
- Vickers Valiant
- Vickers Varsity
- Vickers Viking
- Vickers Vildebeest
- Vickers Vimy
- Vickers Virginia

### Avions Westland
- Westland Wallace
- Westland Wapiti
- Westland Wasp (guêpe)
- Westland Wessex
- Westland Whirlwind (tourbillon)
- Westland Wyvern S.4

## Avions ne respectant pas la règle
Ce système souffrait cependant plusieurs exceptions, qu’on peut regrouper par catégories :

### Remplacement du V par le W
- Vickers Warwick
- Vickers 287 Wellesley
- Vickers Wellington
- Vickers Windsor

### Avions terrestres navalisés
Certains avions embarqués de la Fleet Air Arm étaient une version « navalisée » d’avions de la Royal Air Force basés à terre. Leur nom rappelait de quel modèle ils dérivaient :
- De Havilland Sea Hornet = Hornet navalisé
- De Havilland Sea Vampire = Vampire navalisé
- De Havilland Sea Vixen = Vixen navalisé
- Hawker Sea Hurricane = Hurricane navalisé
- Hawker Siddeley Sea Harrier = Harrier navalisé
- Supermarine Seafire = Spitfire navalisé[1]

### Avions de provenance américaine
Durant la Seconde Guerre mondiale, le Royaume-Uni bénéficia d’un soutien militaire massif des États-Unis, qui lui fournirent plusieurs milliers d’avions souvent plus modernes que les avions britanniques, dans de nombreux modèles. Les Britanniques conservèrent leur surnom américain, lorsqu’ils en avaient déjà un, ou leur attribuèrent un surnom rappelant leur pays d’origine :
- Boeing Fortress (Boeing B-17 Flying Fortress)
- Boeing Washington (Boeing B-29 Superfortress) : homme politique, ville et État américains.
- Brewster Buffalo[3] (Brewster F2A Buffalo) : animal typique des grandes plaines américaines.
- Chance-Vought Corsair (Chance Vought F4U Corsair)[4]
- Consolidated Catalina (Consolidated PBY Catalina)[3] : île américaine.
- Consolidated Liberator (Consolidated B-24 Liberator)
- Curtiss Cleveland[3] (Curtiss SBC-4) : ville américaine.
- Curtiss Tomahawk et Kittyhawk (Curtiss P-40 Warhawk)[5]
- Douglas Boston (Douglas A-20 Havoc) : ville américaine.
- Douglas Dakota[3] (Douglas C-47 Skytrain : État américain.
- Grumman Avenger (Grumman TBF Avenger).
- Grumman Goose (Grumman JRF : oiseau aquatique (oie).
- Grumman Martlet[6] (Grumman F4F Wildcat)
- Grumman Hellcat (Grumman F6F Hellcat)
- Lockheed Hudson (Lockheed L-14 Super Electra) : fleuve américain
- Lockheed Lightning[4] (Lockheed P-38 Lightning)
- Martin Baltimore (Martin A-30) : ville américaine.
- Martin Marauder[4] (Martin B-26 Marauder)
- North American Mustang (North American P-51 Mustang) : animal typique des grandes plaines américaines.
- North American Mitchell (North American B-25 Mitchell) : général d’aviation américain.
- Republic Thunderbolt (Republic P-47 Thunderbolt)
- Vultee Vengeance[4] (Vultee A-31 Vengeance)

### Avions dérivés
Le nom de certains avions rappelait celui du modèle dont ils étaient un dérivé, une évolution ou un concurrent.
- Le gouvernement britannique lança un appel d’offres à des projets concurrents du bombardier stratégique Vickers Valiant. Ce furent l’Avro Vulcan et le Handley Page Victor, qui formèrent avec le Valiant la “ classe V ”.
- L’Avro Type 694 Lincoln était un dérivé de l’Avro Lancaster, non un avion d’origine américaine comme son nom pourrait le faire croire : il fait référence à la ville de Lincoln (Royaume-Uni) et non au président américain Abraham Lincoln.
- Le De Havilland Vixen et le De Havilland Venom étaient des dérivés du De Havilland Vampire.

### Surnoms évocateurs
Comme en Italie ou en Allemagne, certains avions avaient un nom appartenant à une catégorie bien précise :

#### Oiseaux
- Blackburn B.24 Skua
- Blackburn B.25 Roc

#### Insectes volants
- De Havilland DH.98 Mosquito (moustique)
- Folland Gnat T.1 (moucheron)
- De Havilland DH.82 Tiger Moth

#### Poissons
À noter que ces avions sont tous des bombardiers torpilleurs dans l’aéronautique navale, car en argot de marin, « poisson » signifie « torpille ».
- Blackburn B.6 Shark
- Fairey Albacore (en) (thon)
- Fairey Barracuda
- Fairey Spearfish
- Fairey Swordfish (espadon)

#### Mammifères marins
Surnoms attribués à des hydravions, qui peuvent aller sur terre ou sur l’eau.
- Supermarine Sea Otter (otarie de mer)
- Supermarine Walrus (morse)

#### Villes anglaises, pour les bombardiers
- Avro Type 683 Lancaster
- Avro Type 679 Manchester
- Avro type 685 York

#### Vents, pour les chasseurs
- Hawker Hurricane (cyclone)
- Hawker Tempest (tempête)
- Hawker Tornado (tornade)
- Hawker Typhoon (typhon)

Ces « jeux de mots » pouvaient se combiner avec la règle sur les dérivés. En effet, il s’agissait la plupart du temps d’avions du même type fabriqués successivement par le même constructeur. Les modèles suivants faisaient donc référence au tout premier appareil de la série.

#### Performances
Comme aux États-Unis, certains avions avaient un nom évoquant leurs qualités réelles ou supposées :

##### Rapidité
- English Electric Lightning (éclair)
- Gloster Meteor (météore)
- Gloster Javelin F.A.W.7 (javelot)

##### Agressivité
- Fairey Battle
- Boulton Paul 82 Defiant
- Supermarine Attacker F.1
- Blackburn B.37 Firebrand
- Hawker Sea Fury
- De Havilland Vampire
- De Havilland Venom N.F.3 (venin)

Il existait même un avion expérimental appelé Handley Page Manx. Comme les célèbres chats de l’île de Man, il n’avait pas de queue!

## Avions hors de toute classification
Au bout du compte, peu nombreux restent les appareils militaires britanniques dont le nom ne respecte pas la règle, sans qu’on puisse l’expliquer :
- Airspeed AS.51 Horsa
- Airspeed As. 10 Oxford
- Avro Shackleton M.R.3
- Boulton Paul P.75 Overstrand
- Boulton Paul Sidestrand
- Bristol Freighter C.1
- English Electric Canberra
- Fairey Gannet A.S.4
- Fairey Hendon
- Fairey Seafox
- General Aircraft GAL 48 Hotspur
- General Aircraft GAL 49 Hamilcar
- Saro Lerwick (en)
- Saro London
- Westland Lysander